# Ácido 1-hidroxi-2-aminoetilfosfónico
El ácido fosfónico natural ácido 1-hidroxi-2-aminoetilfosfónico, se ha observado como cabeza polar en fosfonolípidos, formando parte del fosfonoglicano. Este aminofosfonato se obtiene a partir del ácido 2-aminoetilfosfónico.